# 荏原町站

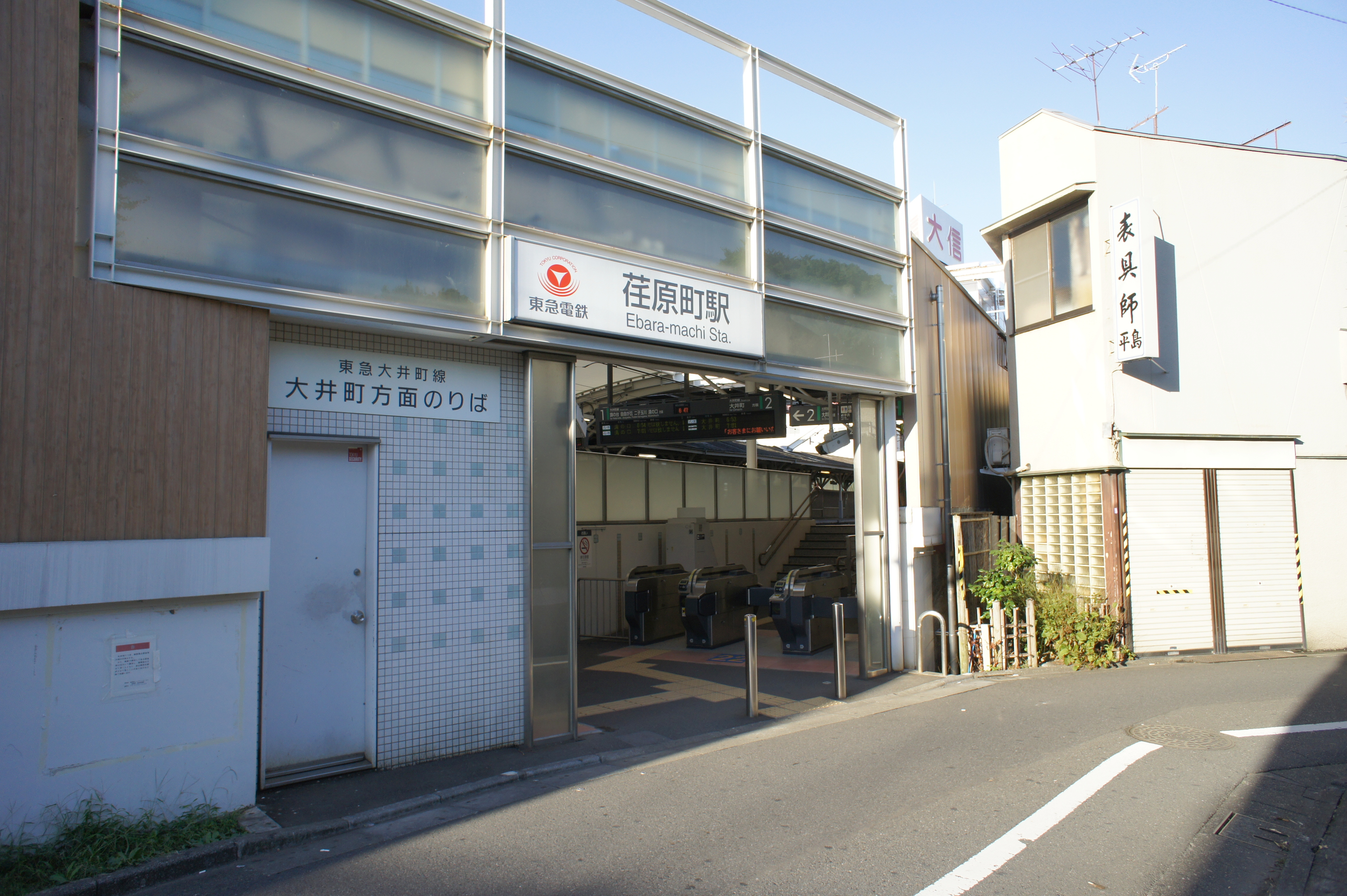
往大井町方向的入口（2010年09月）

荏原町站（日语：／ Ebaramachi eki */?）是一個位於東京都品川區中延五丁目，屬於東急電鐵大井町線的鐵路車站。車站編號是OM05。

## 歷史
- 1927年（昭和2年）7月6日，荏原町站開業[1]。
- 1942年（昭和17年）8月，設置站內天橋[1]。
- 1945年（昭和20年）5月23日，空襲造成站內天橋燒毀[1]。
- 1959年（昭和34年），天橋重建[1]。
- 2004年（平成16年），上行線新設檢票口[3]。

## 車站構造

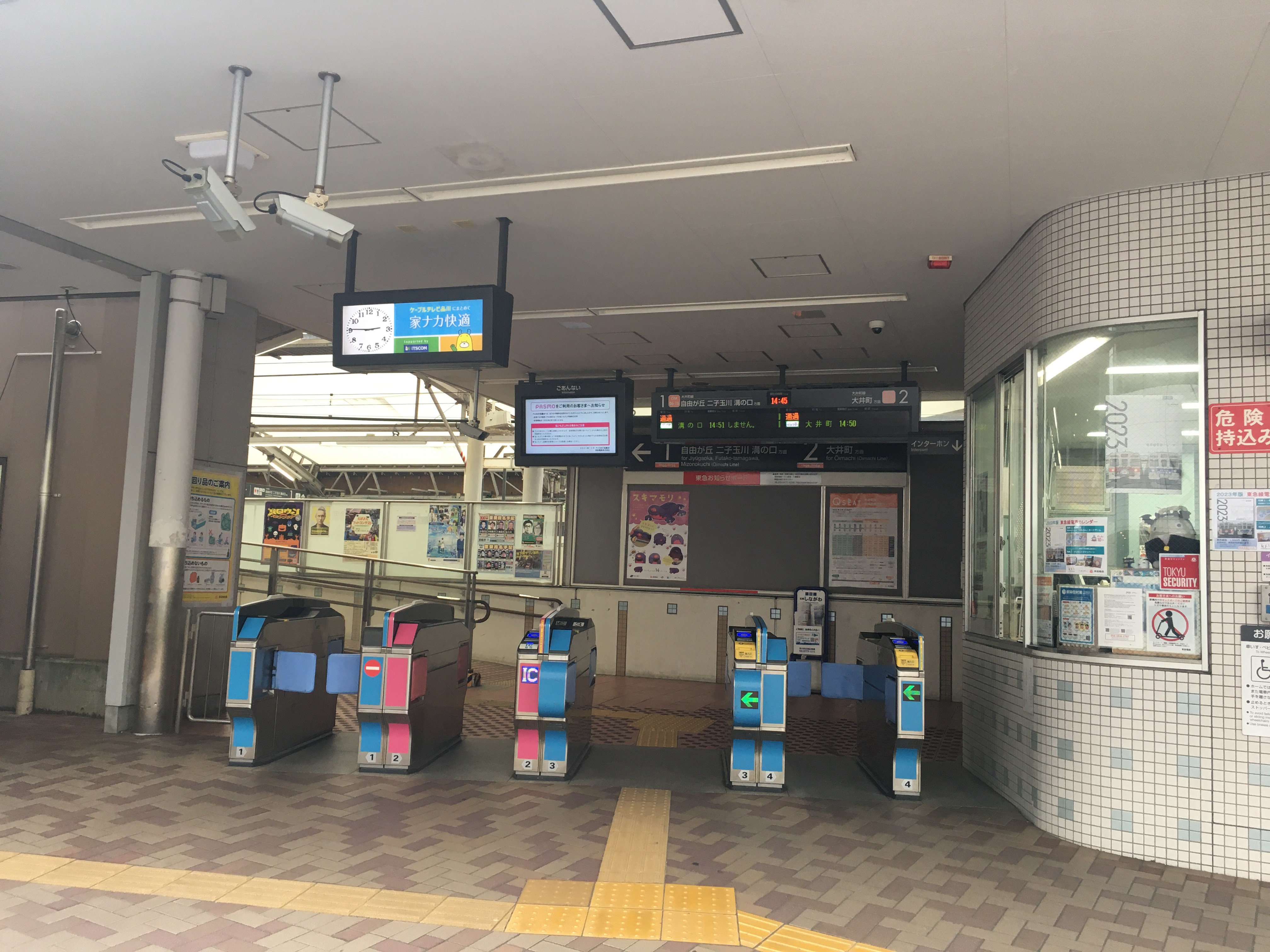
驗票口（2022年10月）

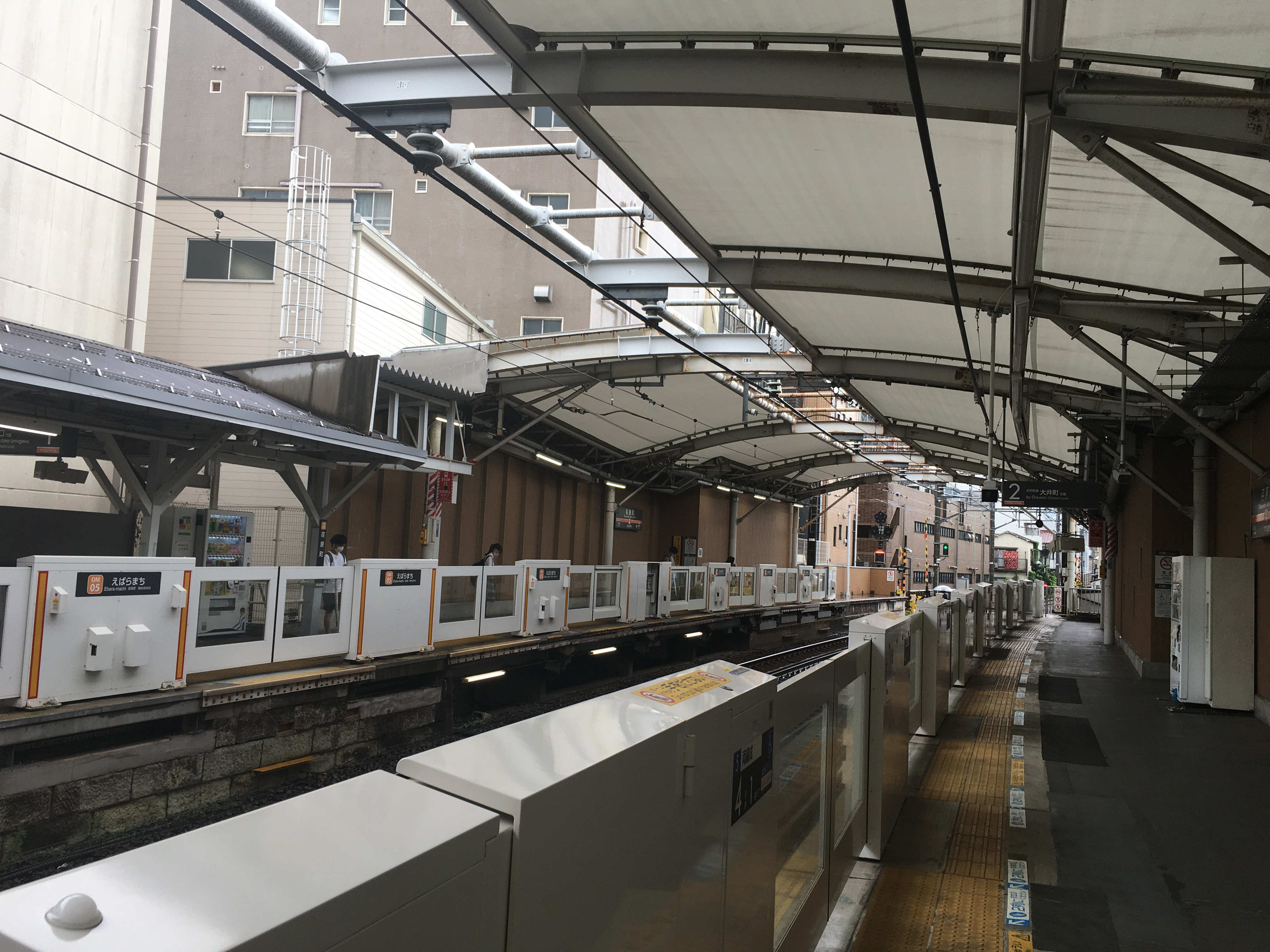
月台（2022年8月）

本站是2面2線側式月台之地面車站。檢票口過去只設於溝之口方向月台，2004年3月才在大井町方向月台新設檢票口。

### 月台配置
| 月台 | 路線     | 方向 | 目的地                               |
| ---- | -------- | ---- | ------------------------------------ |
| 1    | 大井町線 | 下行 | 旗之台、自由丘、二子玉川、溝之口方向 |
| 2    | 大井町線 | 上行 | 大井町方向                           |

（來源：東急電鐵:車站構內圖 （页面存档备份，存于））

## 使用情況
2016年度1日平均上下車人次為16,787人。
近年1日平均上下、上車人次如下表。
| 年度               | 1日平均 上下車人次 | 1日平均 上車人次 | 來源     |
| ------------------ | ------------------ | ---------------- | -------- |
| 1990年（平成02年） |                    | 9,595            | [ * 1 ]  |
| 1991年（平成03年） |                    | 9,426            | [ * 2 ]  |
| 1992年（平成04年） |                    | 9,310            | [ * 3 ]  |
| 1993年（平成05年） |                    | 9,044            | [ * 4 ]  |
| 1994年（平成06年） |                    | 8,638            | [ * 5 ]  |
| 1995年（平成07年） |                    | 8,466            | [ * 6 ]  |
| 1996年（平成08年） |                    | 8,170            | [ * 7 ]  |
| 1997年（平成09年） |                    | 8,099            | [ * 8 ]  |
| 1998年（平成10年） |                    | 7,858            | [ * 9 ]  |
| 1999年（平成11年） |                    | 7,806            | [ * 10 ] |
| 2000年（平成12年） |                    | 7,825            | [ * 11 ] |
| 2001年（平成13年） |                    | 7,768            | [ * 12 ] |
| 2002年（平成14年） | 15,648             | 7,745            | [ * 13 ] |
| 2003年（平成15年） | 16,041             | 7,923            | [ * 14 ] |
| 2004年（平成16年） | 15,696             | 7,951            | [ * 15 ] |
| 2005年（平成17年） | 15,948             | 8,061            | [ * 16 ] |
| 2006年（平成18年） | 16,701             | 8,447            | [ * 17 ] |
| 2007年（平成19年） | 17,246             | 8,694            | [ * 18 ] |
| 2008年（平成20年） | 17,354             | 8,729            | [ * 19 ] |
| 2009年（平成21年） | 17,187             | 8,647            | [ * 20 ] |
| 2010年（平成22年） | 16,587             | 8,332            | [ * 21 ] |
| 2011年（平成23年） | 16,470             | 8,262            | [ * 22 ] |
| 2012年（平成24年） | 16,568             | 8,318            | [ * 23 ] |
| 2013年（平成25年） | 16,908             | 8,479            | [ * 24 ] |
| 2014年（平成26年） | 16,570             | 8,304            | [ * 25 ] |
| 2015年（平成27年） | 16,421             |                  |          |
| 2016年（平成28年） | 16,787             |                  |          |

## 車站周邊
- 品川區荏原第四地域中心
- 品川中延五郵便局
- 荏原町商店街
- 品川區立源氏前小學校（日语：品川区立源氏前小学校）
- 朋優學院高等學校（日语：朋優学院高等学校）
- 文教大學附屬中學校、高等學校（日语：文教大学付属中学校・高等学校）
- 法蓮寺
- 旗岡八幡神社（日语：旗岡八幡神社）
- 東急巴士荏原營業所（日语：東急バス荏原営業所）

## 巴士路線
最近的巴士站是車站往南步行三至四分的「荏原町站入口」。以下路線由東急巴士運行。
- <森02> 大森操車場（經大田文化之森（日语：大田文化の森）、大森站）
- <森02> 荏原營業所（日语：東急バス荏原営業所）（經馬込站前） ※僅夜間

## 站名由來
開業時，以當地町名荏原郡荏原町命名。

## 相鄰車站
東急電鐵
 大井町線
■急行
通過
□各站停車（通過二子新地、高津）、■各站停車（停靠二子新地、高津）
中延（OM04）－荏原町（OM05）－旗之台（OM06）

## 延伸閱讀
- 宮田道一. . JTBパブリッシング. 2008-09-01. ISBN 9784533071669.

## 外部連結
- 荏原町（各站資訊） - 東急電鐵